# Cinchona calisaya
La china calisaia (Cinchona calisaya Wedd., 1848) è una pianta arborea della famiglia delle Rubiacee, diffusa in origine nelle Ande e nota per l'utilizzo in farmacopea degli alcaloidi presenti nella corteccia. Quella di C. calisaya era nota come corteccia peruviana e veniva utilizzata fino ai primi decenni del Novecento per l'estrazione del chinino, sostanza utilizzata nella prevenzione della malaria.

## Descrizione
Alta fino a 30 metri, è dotata di corteccia rugosa, grigio-bruna o biancastra.
I fiori sono di colore rosa carne, con corolla gamopetala a tubo lungo, espanso in alto in 5 lobi con ciglia bianche ai margini.
Il frutto è una capsula (dimensioni 8–10 cm) di color ruggine.